# 唐娜·道格拉斯

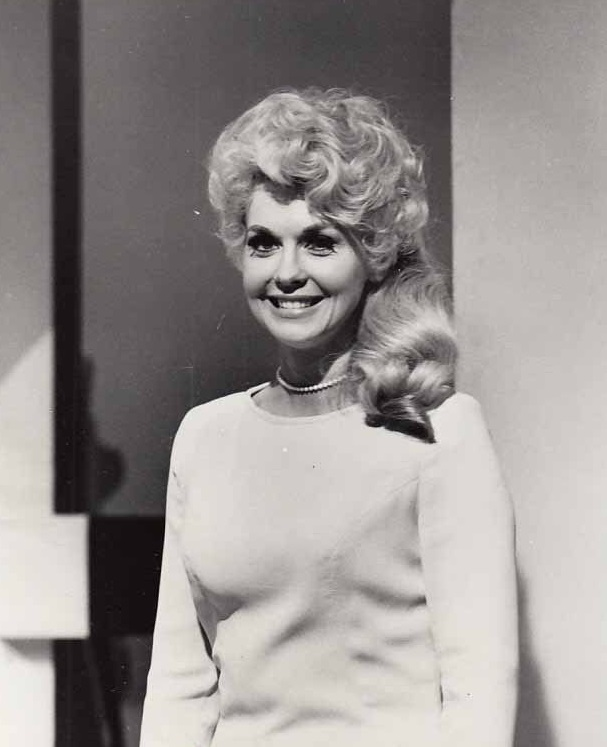
1967年唐娜·道格拉斯

唐娜·道格拉斯（Donna Douglas，1932年9月26日—2015年1月1日），是一名美国演员。1962年至1971年，她出演CBS的电视剧《贝弗利山人》。并出演过《阴阳魔界》和《画舫情歌》。
2015年1月1日，她因胰腺癌去世，享年82岁。